# Estadio Jesús Bermúdez
Estadio Jesús Bermúdez – wielofunkcyjny stadion w Oruro, w Boliwii. Obiekt został otwarty w 1955 roku. Stadion może pomieścić 35 000 widzów. Swoje spotkania rozgrywają na nim piłkarze drużyny CD San José. Obiekt był także jedną z aren Copa América 1975 (odbyły się na nim dwa spotkania fazy grupowej) oraz Copa América 1997 (rozegrano na nim mecz o 3. miejsce w turnieju).